# Plebiscyt redakcji Sportu
Plebiscyt redakcji Sportu – coroczny plebiscyt organizowany przez redakcję katowickiego Sportu. Ma na celu wyłonienie m.in. najlepszego piłkarza roku w ocenie dziennikarzy i czytelników gazety.

## Piłka nożna

### Challenge „Złote Buty”
- 1957 – Edward Szymkowiak (Polonia Bytom)
- 1958 – Robert Grzywocz (ŁKS Łódź) i Edward Szymkowiak (Polonia Bytom)
- 1959 – Roman Korynt (Lechia Gdańsk)
- 1960 – Roman Korynt (Lechia Gdańsk) i Henryk Szczepański (ŁKS Łódź)
- 1961 – Stanisław Oślizło (Górnik Zabrze)
- 1962 – Jan Liberda (Polonia Bytom)
- 1963 – Stanisław Oślizło (Górnik Zabrze)
- 1964 – Ernest Pol (Górnik Zabrze)
- 1965 – Edward Szymkowiak (Polonia Bytom)
- 1966 – Edward Szymkowiak (Polonia Bytom)
- 1967 – Stanisław Oślizło (Górnik Zabrze)
- 1968 – Stanisław Oślizło (Górnik Zabrze)
- 1969 – Zygfryd Szołtysik (Górnik Zabrze)
- 1970 – Andrzej Jarosik (Zagłębie Sosnowiec)
- 1971 – Jerzy Wyrobek (Ruch Chorzów)
- 1972 – Włodzimierz Lubański (Górnik Zabrze)
- 1973 – Jerzy Gorgoń (Górnik Zabrze)
- 1974 – Robert Gadocha (Legia Warszawa)
- 1975 – Antoni Szymanowski (Wisła Kraków)
- 1976 – Grzegorz Lato (Stal Mielec)
- 1977 – Kazimierz Deyna (Legia Warszawa)
- 1978 – Zbigniew Boniek (Widzew Łódź)
- 1979 – Stanisław Burzyński (Widzew Łódź)
- 1980 – Piotr Mowlik (Lech Poznań)
- 1981 – Władysław Żmuda (Widzew Łódź)
- 1982 – Zbigniew Boniek (Widzew Łódź)
- 1983 – Andrzej Buncol (Legia Warszawa)
- 1984 – Roman Wójcicki (Widzew Łódź)
- 1985 – Andrzej Pałasz (Górnik Zabrze)
- 1986 – Waldemar Matysik (Górnik Zabrze)
- 1987 – Marek Leśniak (Pogoń Szczecin)
- 1988 – Dariusz Dziekanowski (Legia Warszawa)
- 1989 – Krzysztof Warzycha (Ruch Chorzów)
- 1990 – Romuald Kujawa (Zagłębie Lubin)
- 1991 – Adam Zejer (Zagłębie Lubin)
- 1992 – Dariusz Opolski (Motor Lublin)
- 1993 – Janusz Jojko (GKS Katowice)
- 1994 – Leszek Pisz (Legia Warszawa)
- 1995 – Leszek Pisz (Legia Warszawa)
- 1996 – Leszek Pisz (Legia Warszawa)
- 1997 – Tomasz Łapiński (Widzew Łódź)
- 1998 – Bogusław Wyparło (ŁKS Łódź)
- 1999 – Maciej Żurawski (Lech Poznań)
- 2000 – Krzysztof Bizacki (Ruch Chorzów)
- 2001 – Piotr Lech (GKS Katowice)
- 2002 – Grzegorz Szamotulski (Amica Wronki)
- 2003 – Jarosław Tkocz (GKS Katowice)
- 2004 – Maciej Żurawski (Wisła Kraków)
- 2005 – Maciej Żurawski (Wisła Kraków)
- 2006 – Łukasz Fabiański (Legia Warszawa)
- 2007 – Maciej Iwański (Zagłębie Lubin)
- 2008 – Marek Zieńczuk (Wisła Kraków)
- 2009 – Manuel Arboleda (Lech Poznań)
- 2010 – Ján Mucha (Legia Warszawa)
- 2011 – Tomasz Kupisz (Jagiellonia Białystok)
- 2012 – Arkadiusz Piech (Ruch Chorzów)
- 2013 – Tomasz Podgórski (Piast Gliwice)
- 2014 – Michał Miśkiewicz (Wisła Kraków)
- 2015 – Marcin Kamiński (Lech Poznań)
- 2016 – Jakub Szmatuła (Piast Gliwice)
- 2017 – Marián Kelemen (Jagiellonia Białystok)
- 2018 – Rafał Kurzawa (Górnik Zabrze)
- 2019 – Jakub Czerwiński (Piast Gliwice)
- 2020 – František Plach (Piast Gliwice)
- 2021 – Dante Stipica (Pogoń Szczecin)

### Piłkarz Roku
Lista na podstawie materiału źródłowego
- 1966 – Zygmunt Anczok (Polonia Bytom)
- 1967 – Włodzimierz Lubański (Górnik Zabrze)
- 1968 – Stanisław Oślizło (Górnik Zabrze)
- 1969 – Kazimierz Deyna (Legia Warszawa)
- 1970 – Włodzimierz Lubański (Górnik Zabrze)
- 1971 – Zygfryd Szołtysik (Górnik Zabrze)
- 1972 – Kazimierz Deyna (Legia Warszawa)
- 1973 – Kazimierz Deyna (Legia Warszawa)
- 1974 – Grzegorz Lato (Stal Mielec)
- 1975 – Antoni Szymanowski (Wisła Kraków)
- 1976 – Henryk Kasperczak (Stal Mielec)
- 1977 – Grzegorz Lato (Stal Mielec)
- 1978 – Zbigniew Boniek (Widzew Łódź)
- 1979 – Wojciech Rudy (Zagłębie Sosnowiec)
- 1980 – nagrody nie przyznano
- 1981 – Włodzimierz Smolarek (Widzew Łódź)
- 1982 – Andrzej Buncol (Legia Warszawa)
- 1983 – Józef Młynarczyk (Widzew Łódź)
- 1984 – Włodzimierz Smolarek (Widzew Łódź)
- 1985 – Dariusz Dziekanowski (Widzew Łódź/Legia Warszawa)
- 1986 – Włodzimierz Smolarek (Widzew Łódź/Eintracht Frankfurt)
- 1987 – Andrzej Iwan (Górnik Zabrze)
- 1988 – Krzysztof Warzycha (Ruch Chorzów)
- 1989 – Ryszard Tarasiewicz (Śląsk Wrocław/Neuchâtel Xamax)
- 1990 – Jacek Ziober (ŁKS Łódź/Montpellier HSC)
- 1991 – Andrzej Juskowiak (Lech Poznań)
- 1992 – Andrzej Juskowiak (Lech Poznań/Sporting CP)
- 1993 – Wojciech Kowalczyk (Legia Warszawa)
- 1994 – Janusz Jojko (GKS Katowice)
- 1995 – Andrzej Juskowiak (Sporting CP/Olympiakos SFP)
- 1996 – Marek Citko (Widzew Łódź)
- 1997 – Tomasz Łapiński (Widzew Łódź)
- 1998 – Mirosław Trzeciak (ŁKS Łódź/CA Osasuna)
- 1999 – Adam Matysek (Bayer 04 Leverkusen)
- 2000 – Jerzy Dudek (Feyenoord)
- 2001 – Jerzy Dudek (Feyenoord/Liverpool F.C.)
- 2002 – Maciej Żurawski (Wisła Kraków)
- 2003 – Jacek Krzynówek (1. FC Nürnberg)
- 2004 – Jacek Krzynówek (1. FC Nürnberg/Bayer 04 Leverkusen)
- 2005 – Tomasz Frankowski (Wisła Kraków/Elche CF)
- 2006 – Euzebiusz Smolarek (Borussia Dortmund)
- 2007 – Euzebiusz Smolarek (Borussia Dortmund)
- 2008 – Jakub Błaszczykowski (Borussia Dortmund)
- 2009 – Ireneusz Jeleń (AJ Auxerre)
- 2010 – Jakub Błaszczykowski (Borussia Dortmund)
- 2011 – Robert Lewandowski (Borussia Dortmund)
- 2012 – Robert Lewandowski (Borussia Dortmund)
- 2013 – Robert Lewandowski (Borussia Dortmund)
- 2014 – Robert Lewandowski (Borussia Dortmund/Bayern Monachium)
- 2015 – Robert Lewandowski (Bayern Monachium)
- 2016 – Robert Lewandowski (Bayern Monachium)
- 2017 – Robert Lewandowski (Bayern Monachium)
- 2018 – Robert Lewandowski (Bayern Monachium)
- 2019 – Robert Lewandowski (Bayern Monachium)
- 2020 – Robert Lewandowski (Bayern Monachium)
- 2021 – Robert Lewandowski (Bayern Monachium)
- 2022 – Wojciech Szczęsny (Juventus)
- 2023 – Piotr Zieliński (SSC Napoli)
- 2024 – Robert Lewandowski (FC Barcelona)[2]